# Stazione di Torba-Gornate Olona
La stazione di Torba-Gornate Olona era posta lungo la ferrovia Castellanza-Mendrisio, dismessa nel 1977, e serviva i comuni Torba e Gornate Olona.

## Storia
L'impianto venne attivato il 31 dicembre 1915 contestualmente all'inaugurazione della tratta da Cairate-Lonate a Valmorea, avvenuta a cura della Società Anonima per la Ferrovia Novara-Seregno (FNS).
L'11 dicembre 1938 il capolinea della ferrovia fu arretrato a Malnate in conseguenza degli eventi correlati con la seconda guerra mondiale; l'anno successivo la ferrovia venne attestata a Castiglione Olona. In conseguenza di ciò il traffico passeggeri diminuì, per essere definitivamente soppresso nel 1952, lasciando alla stazione la sola funzione di scalo per le merci.
Il 16 luglio 1977 la linea, e con essa la stazione di Torba-Gornate Olona, venne definitivamente soppressa.
Il fabbricato viaggiatori, ormai fatiscente, fu demolito nel 1992.